# Львівський погром (1664)
Льві́вський погро́м 1664 ро́ку — єврейський погром у Львові, вчинений учнями єзуїтського колегіуму в червні 1664 року. 

## Перебіг подій
Події дотичні погрому розпочались 3 травня 1664 р., а 12 червня того ж року набули кривавого розмаху. Не дивлячись на втручання проконсула Бартоломея Зіморовича та допомогу, надіслану Станіславом Потоцьким, різанина під проводом студентів-єзуїтів розгорівшись на передмісті докотилась і самого міста. 
Передумовою цього погрому став інцидент, який мав місце за тижні до того: «…у квітні євреї до такої міри жорстоко побили християнина, що скоро говорили про його смерть». Не дивлячись на бажання студентів відповісти нападом, їх зміг зупинити священник. Тим не менш вони пригрозили євреям кривавим ґвалтом. Аби захиститись від можливих нападів, останні озброїлися і найняли військового начальника гайдуків, які мали їм допомогти, проте прибувши на битву, вони допомагали атакувати самих євреїв. Після цього ще раз «декілька підлітків кидали вслід євреям каміння, при цьому був присутнім підмайстер, якого євреї без вини схопили та поранили пікою чи алебардою, так що він залишився лежати на місці». Почувши про поранення підмайстра, студенти, які до того були в єзуїтській церкві, сприйняли це як особисту образу. «З неабиякою люттю» вони напали на євреїв і за допомоги великої кількості «черні» зло помстилися, пограбувавши їх. 
У світлі хроніки червневий погром виглядав так: «Євреї ще не встигли відпочити від минулого сильного кровопускання, як студенти 2/12 червня знов здійснили напад, штурмуючи будинки посеред білого дня». Господарі атакованих помешкань оборонялися, закидавши нападників камінням. Сутичка тривала до того часу, поки туди не прибув загін із 30 драгунів, котрі силою відігнали студентів. Останні під вечір з усіма силами ще раз напали на євреїв, виламали і пограбували багато будинків. У результаті цього нальоту загинуло 50 євреїв, декілька студентів і дівчина (служниця), якій не пощастило опинитися поруч із місцем конфронтації.
Хроніст продовжив, що оскаженілі студенти на цьому не зупинилися і тепер погрожували грабунком вірменам за отримання від євреїв великої кількості позик. З’явившись о першій чи третій ночі, 15 студентів почали здіймати ґвалт, але вони вчасно були зупинені й розбиті вартовими (у період погромів практично всі городяни міста були вимушені нести караул). Трьох нападників полонили, одного схопили мешканці Львова і розстріляли, решта втекла до монастиря. Також був схоплений ватажок нападників, який, за словами упорядника «отримав з цієї справи погані чайові» і мусив був поплатитися головою. Щоправда, на цьому оповідь уривається у зв’язку з «відсутністю подальших новин».

## Жертви
Загалом у передмісті загинули понад 100 євреїв, а також були знищені всі будинки. Після того погром перекинувся на місто. І хоча на дорозі студентам-єзуїтам став настоятель Єзуїтського колегіуму «який там став, як вартовий безпеки жидів, аж поки не вдалося замкнути Брамку». Проте це не допомогло, і розпалена молодь через дахи сусідніх будинків вдерлась до єврейського гетто, і там разом з розбійниками з передмістя розпочала нову хвилю різанини. Загалом загинуло 129 львів'ян-євреїв. Разом з ними постраждали всі три синагоги, крамниці та житлові будинки. 

## Реакція
Вже за десять днів після погрому король Ян ІІ Казимир видав у Вільно декрет до міських та шляхетських влад, в якому зазначав що різні студенти, військові, прочани і тд. «ходять громадою, жидів мордують, убивають, маєтності їхні грабують, ґвалти і нечувані над ними насильства чинять, діється те не тільки супротив громадського спокою, але до дальших ґвалтів і погромів свавільних людей оказію подає...» через що він велів аби «якщо якась навала статися мала б, відсіч безпечну давати треба, а тому усі піддані... і коштами, і допомогою до зменшення тої розгнузданої сваволі долучатися мусять».
Водночас львівські євреї одразу подали позов до Ради міста про нехтування безпекою міщан та про відшкодування втрат. Одночасно почали хоронити загиблих і відбудовувати синагоги і будинки. Для жертв погрому на цвинтарі відвели окреме місце і на усіх надгробках була одна і та ж дата. Пам’ятна книга синагоги поповнилася 48-ми іменами, яких до тепер згадують при молитві за померлих. Окремий довгий перелік був у синагозі Нахмановичів.